# كريس هال
كريس هال (بالإنجليزية: Chris Hall)‏ هو سياسي أمريكي، ولد في 1985 في سيوكس سيتي في الولايات المتحدة. حزبياً، نشط في Iowa Democratic Party ‏ والحزب الديمقراطي. وقد انتخب عضو مجلس نواب ولاية ايوا.